# Great Times
"Great Times" é uma canção do rapper americano will.i.am, lançado em 29 de novembro de 2011 pela Interscope Records como single promocional da marca Budweiser no Brasil. Ela foi escrita por will.i.am especialmente para o país, e incorpora um sample da canção "Taj Mahal" de Jorge Ben Jor. A canção recebeu bons comentários dos fãs e das críticas. O videoclipe foi gravado nos estados de Rio de Janeiro e São Paulo, após will.i.am fechar uma parceria com a empresa de cerveja Budweiser. A versão final remixada da música "Great Times" está incluída no álbum #willpower denominada de "Great Times Are Coming".

## Antecedentes
"Great Times" foi escrita por will.i.am especialmente para o Brasil, e afirmou que isso ocorreu por ter boas recordações do país. A canção foi inicialmente lançada ao vivo em uma balada de São Paulo na semana de 21 de outubro de 2011. Anteriormente, uma versão não finalizada vazou na internet, o que fez com que will.i.am expressasse sua insatisfação dizendo, "Eu nunca quis que aquela versão fosse lançada. Eu estou muito bravo agora. Quem vazou isso? Isso não é como as coisas tinham que ser. Não é legal!" O lançamento digital de "Great Times" ocorreu em 29 de novembro de 2011.
| “ | Conheço um país no qual seu povo sabe celebrar. Mesmo sem uma razão específica. E seus habitantes se veem como o país do futuro mesmo sem saber que o futuro está tão perto. Eles vivem com esperança sem saber que o destino é inevitável. Deve ser bom estar num lugar onde o mundo inteiro quer estar. Onde o futuro não é apenas brilhante, mas divertido. Minha alma canta uma canção para este lugar… | ” |

## Composição e recepção
A composição da música consiste de batidas eletrônicas mixadas com um leve piano, além de incorporar um sample da canção "Taj Mahal" de Jorge Ben Jor. "will.i.am canta sobre curtir uma noite, e a letra inclúi os versos, "I hope you’re ready, good times are coming", "for the good times good times", "celebrate the good times, I just wanna have myself a good time".
"Great Times" recebeu bons comentários de fãs e críticos. Flavio Lamenza para o blog Chongas do canal Multishow considerou a música como "dançante, boa pra que é meio sem graça na pista de dança ficar balançando o pescoço pra frente e pra trás no ritmo enquanto segura uma bebida e fica de olho nas meninas."

## Videoclipe
As gravações do vídeo ocorreram no dia 20 de outubro de 2011, em Ipanema, Rio de Janeiro e na capital de São Paulo. Para financiar o vídeo, will.i.am fechou uma parceria com a empresa Budweiser, que juntos criaram uma peça publicitária inédita: um anúncio em vinil e que pode ser tocado em qualquer toca discos. Segundo Sergio Gordilho, co-presidente da agência, o desafio foi criar algo novo que surpreendesse o consumidor. "Criamos um anúncio que toca em vinil que é um elemento cool com o perfil da própria marca", disse. "Budweiser combina muito com o momento que estamos vivendo no Brasil, a comunicação da marca fala de otimismo e celebração, e o país vive todo esse clima e com tudo de bom que vem por aí: Jogos Olímpicos, Copa do Mundo e grandes eventos. A música e o clipe do will.i.am deu vida para esta linguagem positiva da marca, conseguimos unir duas forças com esta parceria, a principal cerveja do mundo com um dos principais nomes da música no mundo reiterando nosso investimento no entretenimento", explica Manuel Rangel, gerente de marketing da marca em relação ao videoclipe. O lançamento oficial ocorreu em 13 de fevereiro de 2012, através do website VEVO. O vídeo mostra will.i.am se divertindo no Brasil, expressando sua paixão pelo país. Um crítico para o website Idolator comentou que, no vídeo, will.i.am "está sugerindo que todos nós arrumemos nossas malas e viajemos para o Brasil."

## Posições
| Parada(2012)                          | Melhor posição |
| ------------------------------------- | -------------- |
| Brasil (Billboard Hot 100)            | 5              |
| Brasil (Billboard Hot Pop Songs)      | 2              |
| Coreia do Sul (International Singles) | 12             |

## Histórico de lançamento
| País   | Data                   | Formato          | Gravadora             |
| ------ | ---------------------- | ---------------- | --------------------- |
| Brasil | 29 de novembro de 2011 | Download digital | will.i.am, Interscope |